# Coop (Швейцария)
Coop — одна из крупнейших компаний розничной и оптовой торговли Швейцарии. Является кооперативом, его совладельцы — около 2,5 млн покупателей. Кооператив управляет сетью супермаркетов и специализированных магазинов в Швейцарии, а также сетью мелкооптовых магазинов Transgourmet в ряде стран Европы (Германия, Польша, Россия, Румыния, Австрия, Франция и Швейцария).

## История
Старейшим предшественником является потребительский кооператив Schwanden, основанный в 1864 году в кантоне Гларус. В 1890 году он объединился с несколькими другими кооперативами в группу Verband Schweizerischer Konsumvereine; в 1969 году группа была переименована а Coop. В 2001 году была проведена реорганизация группы, 14 региональных кооперативов были объединены в один. В 2005 году началось развитие сети мелкооптовых магазинов Transgourmet.

## Деятельность
По состоянию на 2022 год Coop имел 2633 торговых точек и магазинов, численность работников компании составляла 94 790 человек. Оборот за 2022 год составил 33,2 млрд швейцарских франков. Основные подразделения:
- супермаркеты (включая онлайн-супермаркет) — 34 % выручки;
- специализированные магазины, рестораны, гостиницы — 24 % выручки;
- оптовая торговля и собственное производство — 46 % выручки.

Coop владеет швейцарской шоколадной компанией Halba.